# Chrysotachina ruficauda
Chrysotachina ruficauda là một loài ruồi trong họ Tachinidae.